# Бельково (Ковровский район)
Бельково — деревня в Ковровском районе Владимирской области России, входит в состав Новосельского сельского поселения.

## География
Деревня расположена в 4 км на запад от центра поселения посёлка Новый, в 8 км на юго-запад от райцентра города Ковров.

## История
В конце XIX — начале XX века Бельково являлось крупной деревней, центром Бельковской волости Ковровского уезда, с 1924 года — в составе Клюшниковской укрупнённой волости. 
С 1929 года центр Бельковского сельсовета в составе Ковровского района, позднее вплоть до 2005 года деревня входила в состав Новосельского сельсовета (с 1998 года — сельского округа).

## Население
| 1859 | 1897 | 1926 |
| ---- | ---- | ---- |
| 887  | 770  | 871  |

| 1859 | 1897 | 1905  | 1926 | 2002 | 2010 | 2021 |
| ---- | ---- | ----- | ---- | ---- | ---- | ---- |
| 887  | ↘770 | ↗1095 | ↘871 | ↘108 | ↗137 | ↘136 |